# Jacob Nena
Jacob Nena (10 de outubro de 1941 - 6 de julho de 2022) foi um político da Micronésia que serviu como o quarto presidente dos Estados Federados da Micronésia de 1996 a 1999.

## Carreira
Nena atuou como vice-presidente sob Bailey Olter; depois que Olter sofreu um derrame em julho de 1996, Nena assumiu o cargo de presidente interino em 8 de novembro daquele ano e foi empossado como presidente em 8 de maio de 1997, cumprindo os dois anos restantes do mandato de Olter. Antes de se tornar vice-presidente e presidente, atuou como governador de Kosrae de 1979 a 1983.
Nena morreu aos 80 anos em Sacramento, Califórnia, em 6 de julho de 2022.